# Panicum buncei
Panicum buncei är en gräsart som beskrevs av Ferdinand von Mueller och George Bentham. Panicum buncei ingår i släktet vipphirser, och familjen gräs. Inga underarter finns listade i Catalogue of Life.